# Lliga Savoiana
La Lliga Savoiana (francès Ligue savoisienne) és un antic partit polític independentista (desannexionista) savoià fundat el 1995 per Jean Pingon, després de l'aparició d'articles al setmanari Le Faucigny i Présence savoisienne (editat pel Cercle de l'Annonciade). Va prendre el nom de Lliga dels Drets Savoians, després Lliga de Savoia i després Lliga Savoiana. És dirigida per Patrice Abeille, antic conseller regional del Roine-Alps. Es va dissoldre el 2012 i el seu promotor, Patrice Abeille, va morir l'any següent.

## Orígens polítics
La Lliga Savoiana ha difós nombrosos discursos amb la finalitat de sensibilitzar els savoians en les seves tesis independentistes: 
- Discurs històric, jurídic i internacional recriminant la manca de respecte al Tractat de Torí de 1860 pel que Savoia fou annexada a França, pel fet de la seva caducitat després del 1947.
- Discurs econòmic, afirmant l'autosuficiència de Savoia
- Discurs polític, participant en les eleccions franceses des de 1998

Aquestes idees són difoses a través de conferències i del mensual Patriote savoisien (1995-97), després L'Echo de Savoie (1997-2004) i Le Savoisien.
Gràcies a la seva afinitat amb el Moviment Regió Savoia el 1999, ha pogut obtenir estatut d'observador a la federació Regions i Pobles Solidaris, de la que en fou exclosa el 2005 a causa de les tendències islamòfobes del seu fundador. Aquesta estratègia li ha permès esdevenir membre de l'Aliança Lliure Europea i mantenir contactes a nivell europeu amb grups similars, que es concretaren l'abril de 2007 en la creació del moviment Savoia Europa Llibertat i la instal·lació de locals comuns a Ugine.

## Lliga Savoiana i Europa
L'11è Congrés de novembre de 2006 a Saint-Gervais-les-Bains, confirma l'adhesió savoiana a una Europa federal. Estimen que actualment el procés de construcció europea és bloquejat per França a causa dels seus problemes financers des del 1981.

## Participacions electorals
Va formar un govern provisional a Ginebra el febrer de 1996 sota la presidència de Patrice Abeille. Una constitució fou presentada l'11 de novembre de 1996 i aprovada pel Congrés de la Lliga el 4 d'octubre de 1998. El futur estat seria de tipus federal amb sis províncies: Chablès, Fôcegni, Genevês, Mauriena, Savoia ducal i Tarentèsa.
- A les eleccions presidencials franceses de 2007 donaren suport candidat Jean-Philippe Allenbach; com només va obtenir 500 vots, apel·laren a votar Savoia, en blanc o nul
- A les eleccions al Parlament Europeu de 2004, en la llista Aliança per la Llibertat dels Pobles d'Europa
- A les eleccions europees de 1990, oficiosament, demanen votar Savoia sobirana i europea
- A les eleccions senatorials franceses de 2004 presentaren com a candidats Jean Blanc (Savoia), 11 vots i Jean-Pierre Rambicur (42 vots), Alta Savoia.
- A les eleccions legislatives franceses de 2007 formaren part de la Llista Savoia Europa Llibertat, 8 candidats associats al MRS (entre 0,1 i 0,01% a les 8 circumscripcions).
- A les eleccions legislatives franceses de 2002 presentaren 8 candidats de la llista Regions i Pobles Solidaris amb MRS (2,1% dels vots a Savoia)
- A les eleccions legislatives franceses de 1997, participaren oficiosament.
- A les eleccions regionals franceses de Roine-Alps, no hi participaren en les de 2004; en les de 1998 la llista Renaixença Savoiana va obtenir 5,39% a Savoia, 4,42% a Alta Savoia. En total 6,05 i un escó al Consell
- Eleccions cantonals franceses 
  - 2008 = 7 candidats Savoia Europa Llibertat obtenen el 17,43% a Aime i 10,3% a Albens (6,64% dels vots totals)
  - 2004 = 8 candidats sobre 36 = un 5%, d'1,6% a La Chambre a 10,14 a Lanslebourg
  - 2001 = 34 candidats sobre 36, obtenen el 5,14% dels vots (14 més del 5%)
  - 1998 = 13 candidats sobre 36 (2,44% dels vots)
- Eleccions Municipals franceses 
  - 2008 = Reelecció a Marcengel de Jean-Pierre Rambicur, escollit el 2001 ‘’sense etiqueta’’.